# Monera

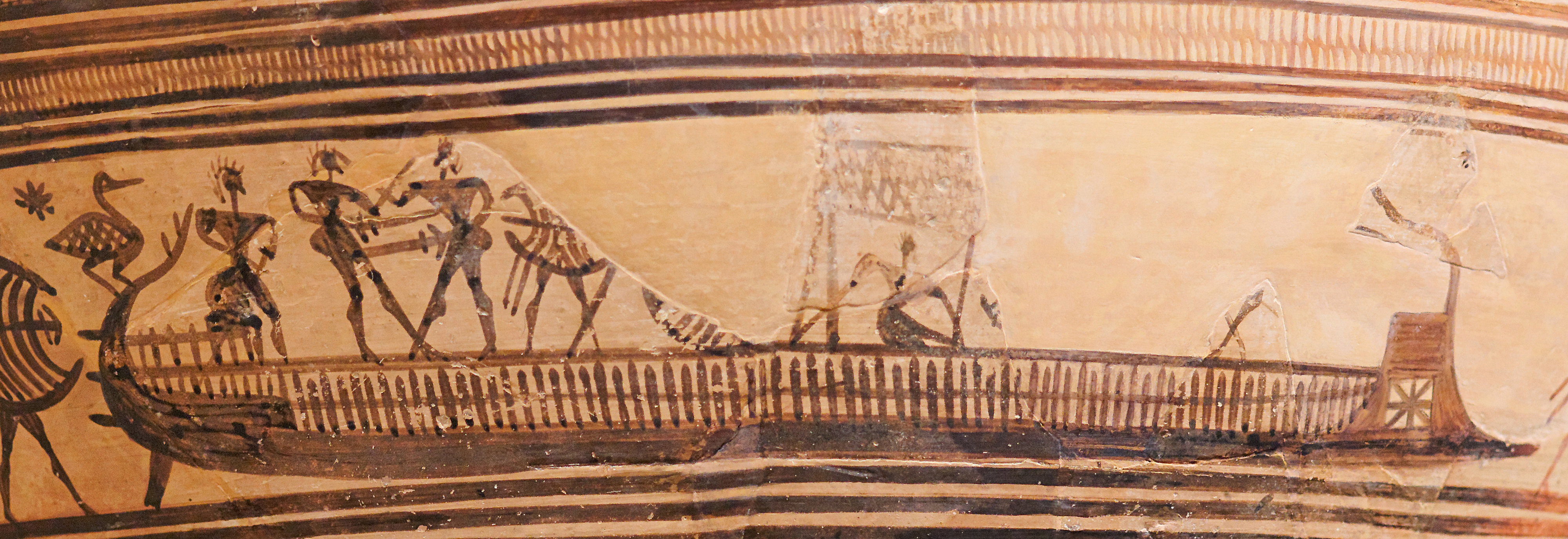
Smukła monera wojenna z epoki homeryckiej (scena z ceramiki, VIII w. p.n.e.)

Monera (gr. monḗrēs – samotny, pojedynczy; łac. ūnĭrĕmă) – ogólne określenie wczesnogreckich statków i  okrętów wyposażonych w jeden rząd wioseł.

## Rozwój konstrukcji
W epoce homeryckiej (VIII-VII w. p.n.e.) jednostki pływające o napędzie wiosłowo-żaglowym dzielono pod względem konstrukcyjnym na szerokie statki płaskodenne (zwykle transportowe) i budowane na kilu, węższe, szybkie okręty dla celów wojennych. Najlżejsze z nich obsadzone były przez 20 wioślarzy rozmieszczonych w jednym rzędzie (po 10 na burcie), największe – pentekontery, miały ich 50. Otwarte (tzw. afrakty), bo pozbawione pokładów (z wyjątkiem platform dla obserwatora i sternika na dziobie i rufie), opisywano je poetycko jako „wydrążone”. Pojemne jednostki o wybrzuszonym kadłubie (phortídes) służyły głównie do przewozu towarów.

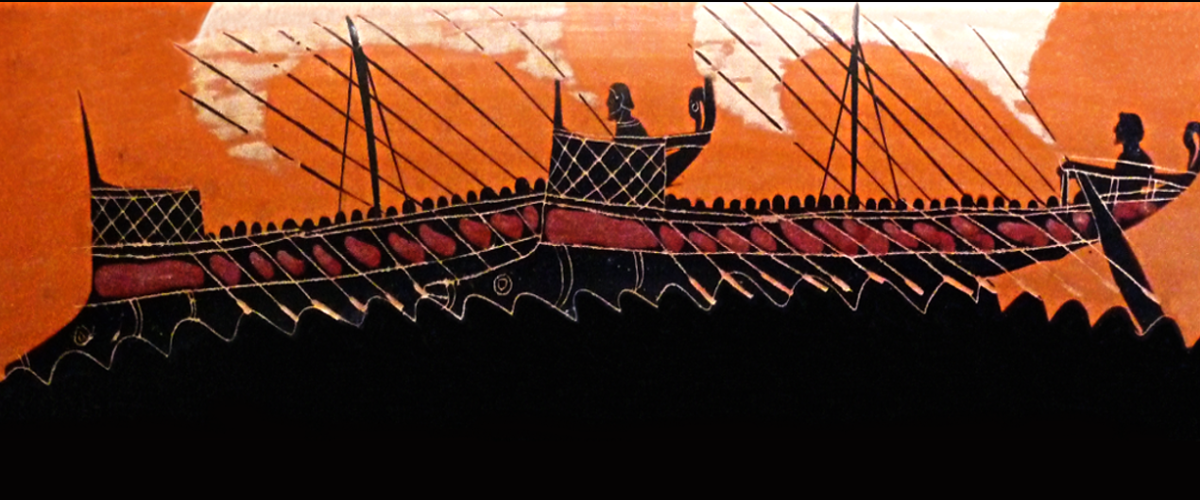
Greckie monery na morzu (scena z ceramiki, VI w. p.n.e.)

Udoskonalane od końca IX i w VIII wieku p.n.e. monery wojenne budowano z prostym, wydłużonym kadłubem zakończonym wąskim taranem i z bocznymi chodnikami pokładowymi przeznaczonymi dla żołnierzy. Oprócz napędu żaglowego przede wszystkim poruszane były przez wioślarzy zajmujących pojedyncze ławy. Po modyfikacji pod koniec VIII stulecia ten typ okrętu wojennego zyskał niską sylwetkę i stożkowaty taran. Obydwa typy powszechnie funkcjonowały w następnym stuleciu do czasu, gdy kolejnemu rozwinięciu uległ typ drugi, w którym znacznie zwiększono napęd do 30 wioseł (lżejsza triakontera) i 50 wioseł (liniowa pentekontera). Ten konstrukcyjny postęp, wraz ze zwiększeniem prędkości, spowodował również zmianę taktyki wojennej, w której dotychczasowy abordaż zastąpiono głównie taranowaniem nieprzyjacielskiej jednostki. Tym samym bitwa morska przestała być toczonym na pokładach bojem żołnierzy (łuczników i oszczepników), czyli rodzajem przeniesionej na morze walki lądowej.
Dalsze ogniwo w ewolucji tych typów stanowiła hekakontera (stuwiosłowiec), której liczebność załogi mogła dochodzić do 120 ludzi, w tym 20 marynarzy. Nie wyklucza się, że wobec wyczerpania możliwości powiększania kadłuba oraz zwiększania efektywnego napędu jednorzędowca, na hekakonterach wypróbowywano już układ galery dwurzędowej (dikrotos), z poziomami wioseł umieszczonymi nad sobą. Od VI wieku p.n.e. monery zaczęła bowiem wypierać bardziej zaawansowana konstrukcja dwurzędowca – diery.